# Maja crispata
Maja crispata är en kräftdjursart som beskrevs av Risso 1827. Maja crispata ingår i släktet Maja och familjen maskeringskrabbor. Inga underarter finns listade i Catalogue of Life.

## Bildgalleri

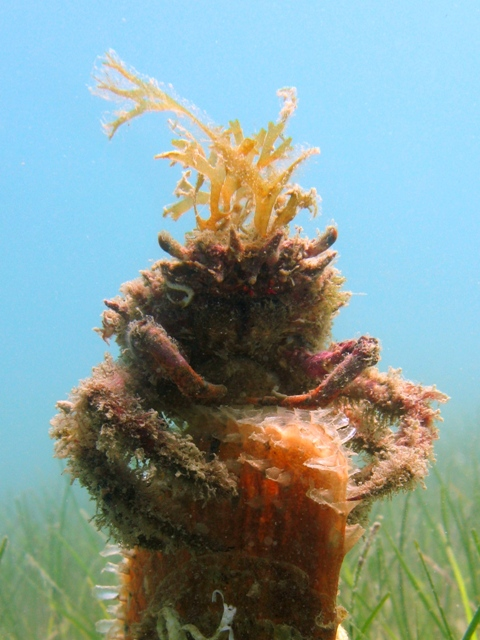
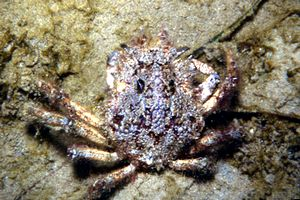